# كانون 5 دي مارك 3
كانون 5 دي مارك 3 (بالإنجليزية: Canon EOS 5D Mark III)‏ هي كاميرا احترافية 22.3 ميجا بيكسل من إنتاج شركة كانون والتي طرحت في الأسواق في مارس 2012 خلفاً لكانون 5 دي مارك 3 وقد طرحت بسعر 3499 دولار في الولايات المتحدة، 2999 جنيه استرليني في بريطانيا، و3569 يورو في الاتحاد الأوروربي 

## مقارنة مع كانون 5 دي مارك 2
- 22.1 ميغا بكسل (5760 × 3840 بكسل) ، مقارنة ب 21.1 ميغابكسل (5616 × 3744 بكسل )
- DIGIC 5 + معالج الصور، مقارنة DIGIC 4
- 100-25600 ISO (قابلة للتوسيع إلى H1 (51200) ، H2 (102400) ) ، مقارنة ب 100-6400 ISO (قابلة للتوسيع إلى H1 (12800) ، H2 (25600) )
- 61 نقطة AF + 41 Crosstype AF مقارنة ب 9 نقاط AF + 6 نقاط مساعدة .[4]
- 6 لقطات في الثانية، تصوير مستمر مقارنة مع 3.9 إطار / ثانية
- TTL ، فتحة كاملة، 63 مقارنة مع مناطق TTL، فتحة كاملة، 35 منطقة